# Canary Wharf (DLR)
Canary Wharf DLR station is een station van de Docklands Light Railway in het gelijknamige deel van Londen, Canary Wharf. Het station werd in 1991 in gebruik genomen. Het ligt tussen de stations Heron Quays en West India Quay in de Docklands in het oosten van de metropool Groot-Londen.
Het station is gelegen te midden van de grote kantoorgebouwen van One Canada Square en bovenop het shopping center van Canary Wharf. Zowel aan boord van de trein via het automatische aankondigingen als op de kaart wordt dit station aangegeven als overstapplaats voor de Jubilee Line. Het is echter handiger voor reizigers om gebruik te maken van het station Heron Quays aangezien dit dichterbij is.

## Treindiensten
Canary Wharf DLR station wordt bediend door twee treindiensten:
- Bank - Lewisham
- Stratford - Canary Wharf - (Lewisham)

De treinen komende van Stratford rijden enkel tijdens de spitsuren door naar Lewisham. Buiten de spitsuren dienen de reizigers over te stappen op de DLR-treinen komende van Bank.

## Trivia
Hoewel het station 6 perrons heeft telt het station maar 3 sporen. Het is namelijk mogelijk om vanuit iedere trein aan beide kanten in en uit te stappen. Om een onbekende reden zijn de perrons echter wel afzonderlijk genummerd van 1 tot 6.